# Mike Tomczak
Mike Tomczak é um ex-jogador profissional de futebol americano estadunidense.

## Carreira
Mike Tomczak foi campeão da temporada de 1985 da National Football League jogando pelo Chicago Bears.